# Шабля Михайло Ігорович
Миха́йло І́горович Ша́бля (11 жовтня 1986, м. Ґулістан, Сирдар'їнська область, Узбецька РСР — 16 березня 2015, с. Нижнє Лозове, Бахмутський район, Донецька область, Україна) — український військовослужбовець, розвідник, капітан (посмертно) Збройних сил України, учасник російсько-української війни.

## Життєпис
Народився 1986 року в узбецькому місті Ґулістан. З раннього дитинства проживав у селі Ковалівка Полтавського району. Навчався в Полтавському обласному ліцеї-інтернаті для обдарованих дітей із сільської місцевості імені А. С. Макаренка. Ще тоді вирішив стати військовослужбовцем за прикладом старшого брата.
На військовій службі з 14 липня 2003, — вступив на навчання до Полтавського військового інституту зв'язку, з 2007 — факультет засобів військового зв'язку Військового інституту телекомунікацій та інформатизації НТУУ «КПІ імені Ігоря Сікорського», який закінчив 2008 року.
З червня 2008 служив на посаді командира взводу технічного забезпечення роти забезпечення батальйону управління 30-ї окремої механізованої бригади, в/ч А0409, м. Новоград-Волинський, Житомирська область. Мешкав із сім'єю в Новограді-Волинському.
В лютому 2013 призначений на посаду заступника командира розвідувальної роти з озброєння.

### Бойовий шлях
У зв'язку з російською збройною агресією проти України з квітня 2014 виконував завдання на території проведення антитерористичної операції. З липня водив колони зі Степанівки на Міусинськ у якості командира розвідувальних дозорів. Травмував руку під час артилерійського обстрілу, але відмовився від госпіталізації. Добре орієнтувався на місцевості, читав карти, завдяки чому успішно виводив колони без втрат. 13 серпня вивів два пости з оточення в Степанівці. З 16 серпня брав участь у боях за Савур-Могилу. Після відновлення боєздатності підрозділу в Запорізькій області, в осені виконував завдання на адміністративному кордоні з окупованим Кримом, а у січні 2015 повернувся на Донеччину, де брав участь у боях за Дебальцеве, виконуючи обов'язки командира роти — 9 лютого підрозділ старшого лейтенанта Шаблі в кількості 35 чоловік першим зайшов до села Логвинове, між Дебальцевим і Бахмутом. Після того як сили АТО залишили Дебальцеве, офіцер виконував наведення артилерії, розвідувальні завдання, виявляв вогневі позиції противника тощо. У березні 2015 в останнє побував удома під час відпустки, 14 березня повернувся на фронт.
16 березня 2015 розвідники на автомобілі УАЗ, повертаючись після виконання бойового завдання, близько 14:00 підірвались на протитанковій міні поблизу села Нижнє Лозове (за іншими джерелами — Семигір'я) Бахмутського району. Тоді загинули старший лейтенант Михайло Шабля та старший сержант Сергій Колесніченко, ще двоє бійців зазнали контузії.
19 березня у Новограді-Волинському прощались із загиблими бійцями 30-ї бригади. Похований наступного дня у Ковалівці з військовими почестями. Посмертно присвоєне військове звання капітана.

### Сім'я
Залишилися батьки, брат, дружина та 3-річна донька Злата. Старший брат Іван Шабля — капітан ЗСУ, учасник АТО, воював у складі 25-ї десантної бригади. Дружина Ганна — теж військовослужбовець.
Працівники міжнародної неурядової організації HALO Trust, проводячи розмінування поблизу колишніх позицій в районі Світлодарська, знайшли лист від дружини, адресований Михайлу Шаблі, — чоловік носив його як талісман в герметичній капсулі. 12 серпня 2017 лист, ключі та обгорілий жетон Михайла передали його матері Орисі Іванівні.

## Нагороди
- Указом Президента України № 132/2016 від 8 квітня 2016 року, «за особисту мужність і високий професіоналізм, виявлені у захисті державного суверенітету та територіальної цілісності України, вірність військовій присязі», нагороджений орденом Богдана Хмельницького III ступеня (посмертно)[4].

## Вшанування пам'яті
1 вересня 2015 на будівлі Полтавської обласної гімназії-інтернату для обдарованих дітей імені А. С. Макаренка встановлено меморіальну дошку випускнику Михайлу Шаблі.